# Капонаго
Капонаго (итал. Caponago) — коммуна в Италии, в провинции Монца-э-Брианца области Ломбардия.
Население составляет 4850 человек, плотность населения составляет 959 чел./км². Занимает площадь 5 км². Почтовый индекс — 20040. Телефонный код — 02.
Покровительницей коммуны почитается святая Иулиания Никомидийская. Праздник ежегодно празднуется 16 февраля.